# Johann Henrich Reitz
Johann Henrich Reitz (* 1655 in Oberdiebach; † 25. November 1720 in Wesel) war ein deutscher pietistischer Schriftsteller und Bibelübersetzer.

## Leben und Wirken
Reitz wurde während seiner Studienzeit in Bremen von Theodor Undereyck beeinflusst. Als reformierter Pfarrer war er ab 1681 in Freinsheim bei Dürkheim tätig. Die französischen Kriegsunruhen vertrieben ihn wie andere Reformierte, und schließlich gelangte er nach Braunfels. 1697 sollte er den auf dem Greifenstein gefangenen Balthasar Christoph Klopfer bekehren, schlug sich jedoch ebenso wie Heinrich Horch auf die Seite dieses separatistischen Schwärmers. Reitz wurde deshalb des Landes verwiesen und ging nach Frankfurt am Main, 1699 nach Herborn und Eschwege, wo er mit Heinrich Horch und Samuel König zusammenarbeitete. 1703 gab er eine neue Übersetzung des Neuen Testaments heraus. Seine letzten Lebensjahre verbrachte er in Wesel, wo er eine Privatschule leitete und einige Schriften verfasste. Er betonte das innere Glaubensleben und die Wiedergeburt.

## Schriften
- Moses et Aaron seu civiles et ecclesiastici ritus Hebraeorum (aus dem Englischen des Thomas Goodwin übersetzt), Bremen, 1679
- Ein Kurtzer Begriff Deß Leidens, der Lehre und des Verhaltens. Offenbach 1698
- Kurtzer Vortrag Von der Gerechtigkeit, Die wir Auß und in JEHOVA durch den Glauben haben, Offenbach, 1701
- Das Neue Testament Unsers Herren Jesu Christi Auffs neue aus dem Grund verteutschet, Offenbach, 1703
- Fürbild der heilsamen Worte vom Glauben und Liebe, Büdingen, 1705
- Reyse nach Jerusalem und dem Land Canaan, Osnabrück, 1714
- Historie Der Wiedergebohrnen/ Oder Exempel gottseliger/ so bekannt- und benannt- als unbekannt- und unbenannter Christen […]. Johann Jacob Haug, Berlenburg/Idstein, 1717–1730.

Nachdruck: Historie der Wiedergebohrnen. Vollständige Ausgabe des Erstdrucks aller 7 Teile der pietistischen Sammelbiographie (1698–1745) mit einem werkgeschichtlichen Anhang der Varianten und Ergänzungen aus den späteren Auflagen. Hrsg. von Hans-Jürgen Schrader, Tübingen: Niemeyer 1982 (Deutsche Neudrucke: Reihe: Barock; 29) ISBN 3-484-16029-2.